# Scaltenigo
Scaltenigo is een plaats (frazione) in de Italiaanse gemeente Mirano in de provincie Venetië. Het dorp heeft ruim 3.000 inwoners.